# Słomczyce
Słomczyce (alemán 1939-1945 Strohdorf) [pronunciación en polaco: /swɔmˈt͡ʂɨt͡sɛ/] es un pueblo ubicado en el distrito administrativo de Gmina Strzałkowo, dentro del Distrito de Słupca, Voivodato de Gran Polonia, en el oeste de Polonia central. Se encuentra aproximadamente a 4 kilómetros al este de Strzałkowo, a 2 kilómetros al norte de Słupca, y a 66 kilómetros al este de la capital regional Poznań.
El pueblo tiene una población de 120 habitantes.